# Diachasma silenis
Diachasma silenis är en stekelart som beskrevs av Fischer 1967. Diachasma silenis ingår i släktet Diachasma och familjen bracksteklar. Inga underarter finns listade i Catalogue of Life.